# Copper Mountain

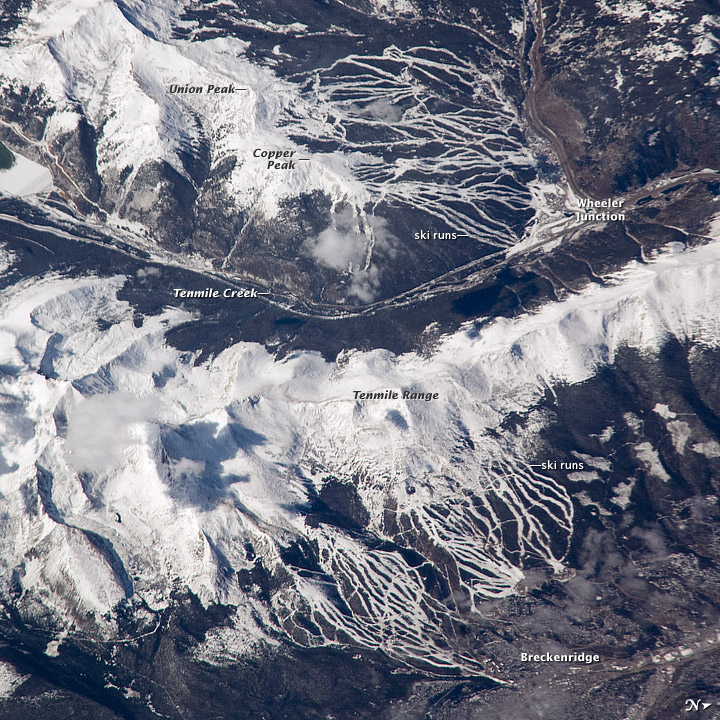
Il comprensorio sciistico di Copper Mountain

Copper Mountain è una montagna e un comprensorio sciistico statunitense che si estende nella Contea di Summit, in Colorado, a 121 km a ovest di Denver. Attrezzato con 125 piste e 22 impianti di risalita, si estende per 9,85 km², tra i 2.960 e i 3.753 m s.l.m.; mediamente, a Copper Mountain cadono 7,10 metri di neve all'anno. In passato la stazione sciistica ha ospitato anche gare della coppa del mondo di sci alpino; durante l'estate si praticano golf e mountain bike.